# 塘坪水库
塘坪水库是中国广西壮族自治区梧州市岑溪市糯垌镇境内的一座水库，位于义昌江支流糯洞河上，建于1971年。水库正常库容为1435万立方米，平均水深为17.00米，集雨面积为64平方千米，海拔为202米。